# The Cosmopolitan Resort & Casino
Il Cosmopolitan di Las Vegas è un hotel e casinò di lusso situato nello Strip di Las Vegas. È stato inaugurato il 15 dicembre 2010.
La struttura consiste in due grattacieli, la Boulevard Tower e la Chelsea Tower, entrambe alte 184 m.
Il progetto, del costo di 3.9 miliardi di dollari ha portato a 3.027 camere di hotel, 10.000 m2 di zona di gioco, 28.000 m2 di zona adibita alla ristorazione e una zona di 3.700 m2 dedicata al fitness e alla spa.
Nel 2013, l'hotel è stato giudicato "Il Miglior Hotel del Mondo" da Gogobot

## Servizi
Il Cosmopolitan comprende 3.027 stanze di hotel, molte di queste hanno una terrazza privata, una zona fitness, una zona di gioco, una zona di ristorazione, un teatro che può ospitare fino a 3.200 spettatori ed una zona dedicata ai congressi.
L'Hotel dispone di 3 piscine: una per il relax, una che funziona da locale diurno e una che funge da locale notturno.